# 핑크 타이드
핑크 타이드(영어: Pink tide, 스페인어: marea rosa, 프랑스어: marée rose, 언어 오류(po): onda rosa) 또는 좌익으로의 전환(스페인어: giro a la izquierda, 프랑스어: tournant à gauche, 언어 오류(po): volta à esquerda)은 21세기 라틴아메리카 각국의 정부가 신자유주의 경제 모델을 거부하고 좌익으로 돌아선 일련의 정치적 물결, 또는 그러한 인식을 가리킨다. "핑크 타이드"와 "좌익으로의 전환"은 21세기 현대 선거학 또는 라틴아메리카 정부의 진보주의 정책을 가리킬 때 사용한다. 라틴아메리카에서 좌익이 집권한 정부를 "중도좌파", "좌편향", 또는 "급진적 사회민주주의" 정부로 부르기도 한다. 라틴아메리카 좌익 정당들은 아메리카 대륙의 사회주의 정당 및 단체의 모임인 상파울루 포럼의 회원이기도 하다.
워싱턴 합의를 거부하는 것과 같이 라틴아메리카에서 벌어지고 있는 좌익의 물결을 묘사하기 위해 포스트신자유주의나 21세기 사회주의와 같은 새로운 용어가 등장했고, 이런 이념적 유행을 가진 라틴아메리카 국가들을 핑크 타이드 국가로 부르기도 한다. 아르헨티나, 브라질, 베네수엘라 등의 국가들은 반미주의, 포퓰리즘, 권위주의의 특징을 가진다고 언급되기도 하며, 특히 2010년대의 니카라과와 베네수엘라는 이러한 특징들이 두드러졌지만, 다른 국가들은 민주 정부를 운영하고 있다.
핑크 타이드에 대한 대응이자 그 뒤의 정치적 현상으로 2010년대 보수주의 물결이 등장했다. 몇몇 학자들은 핑크 타이드가 단일한 정치적 현상이라기보다는 두 차례에 걸쳐 나뉘어 진행되었다고 보는데, 첫번째 핑크 타이드는 1990년대 말부터 2000년대 초 사이에 등장했고 두 번째 핑크 타이드는 2010년대 말부터 2020년대 초에 등장했다고 본다. 두 번째 핑크 타이드는 2018년 멕시코와 2019년 아르헨티나를 시작으로, 2020년 볼리비아, 2021년 페루, 온두라스, 칠레, 그리고 2022년 콜롬비아와 브라질까지 확대되었다. 특히, 콜롬비아의 경우 콜롬비아 역사상 처음으로 좌익 정당의 후보가 대통령으로 선출되었다.

## 같이 보기
- 아메리카를 위한 볼리바르 동맹
- 볼리바르주의
- 보수주의 물결
- 상파울루 포럼
- 키르치네르주의
- 라틴아메리카 통합
- 좌익 포퓰리즘
- 룰라주의
- 범아메리카주의
- 페트로카리브
- 21세기 사회주의